# Paul Wevers
Paul Wevers (Keulen 21 juni 1907- Braunschweig, 4 maart 1941) was een Duits kanovaarder. 
Wevers won samen met Ludwig Landen de gouden medaille in de K-2 10.000m tijdens de Olympische Zomerspelen 1936 in eigen land.
Wevers kwam in 1941 om het leven bij een vliegtuigongeluk.

## Belangrijkste resultaten

### Olympische Zomerspelen
| Editie | Plaats  | Resultaten  |
| ------ | ------- | ----------- |
| 1936   | Berlijn | K-2 10.000m |

1936: Ludwig Landen & Paul Wevers ·
1948: Gunnar Åkerlund & Hans Wetterström ·
1952: Yrjö Hietanen & Kurt Wires ·
1956: László Fábián & János Urányi